# 2012年夏季残疾人奥林匹克运动会坐式排球比赛
2012年夏季殘疾人奧林匹克運動會的坐式排球比賽由8月30日至9月8日在倫敦展覽中心舉行，本項目共產生2面金牌，分別是男子及女子各1面金牌。男子坐式排球在1980年成為殘奧會項目，而女子則要到2004年才成為正式項目。

## 比賽分級
坐式排球基本上可以讓所有殘障選手參加，但仍然有兩個分級，分別是殘障（D級）及最低限度殘障（MD級）。
- D級：選手的殘障對於球場上的活動較MD級選手有更大影響。
- MD級：選手主要是腳踝或膝蓋有顯著受傷。

## 比賽項目
本屆殘奧會坐式排球比賽共有2個項目，分別為男子及女子。

## 參賽資格
本屆殘奧會坐式排球比賽共有198位選手。其中110位是男子（共10隊）、88位是女子（共8隊）。
每個國家或地區最多只能夠有1隊男子及1隊女子坐式排球隊伍。而每一隊都要由11位合符資的選手組成，即在2010年1月1日至2012年3月12日期間參加最少一項由WOVD舉辦的國際排球比賽。

### 男子
| 資格賽                        | 出線資格                             | 名額 | 備注                                                                       | 獲得的國家                         |
| ----------------------------- | ------------------------------------ | ---- | -------------------------------------------------------------------------- | ---------------------------------- |
| 東道主（ 英国）               | 不適用                               | 1個  |                                                                            | 英国                               |
| 2010年WOVD坐式排球世界錦標賽  | 排名前3名                            | 3個  | 未使用名額將會依名次遞補                                                   | 伊朗 · 波斯尼亚和黑塞哥维那 · 埃及 |
| 2010/2011年坐式排球地區性比賽 | 2010年亞殘運會坐式排球比賽冠軍       | 1個  | 未使用名額將會依名次遞補，如該地區沒有舉行比賽則交回殘奧會及WOVD作外卡名額 | 中国                               |
| 2010/2011年坐式排球地區性比賽 | 2011年坐式排球歐洲錦標賽冠軍         | 1個  | 未使用名額將會依名次遞補，如該地區沒有舉行比賽則交回殘奧會及WOVD作外卡名額 | 俄罗斯                             |
| 2010/2011年坐式排球地區性比賽 | 2011年泛美殘障運動會坐式排球比賽冠軍 | 1個  | 未使用名額將會依名次遞補，如該地區沒有舉行比賽則交回殘奧會及WOVD作外卡名額 | 巴西                               |
| 2010/2011年坐式排球地區性比賽 | 撒哈拉以南地區比賽冠軍               | 1個  | 未使用名額將會依名次遞補，如該地區沒有舉行比賽則交回殘奧會及WOVD作外卡名額 | 卢旺达                             |
| 2010/2011年坐式排球地區性比賽 | 北非地區比賽冠軍                     | 1個  | 未使用名額將會依名次遞補，如該地區沒有舉行比賽則交回殘奧會及WOVD作外卡名額 | 摩洛哥                             |
| 2012年WOVD洲際杯              | 冠軍                                 | 1個  | 未使用名額將會依名次遞補                                                   | 德国                               |

### 女子
| 資格賽                        | 出線資格                       | 名額 | 備注                                                                       | 獲得的國家           |
| ----------------------------- | ------------------------------ | ---- | -------------------------------------------------------------------------- | -------------------- |
| 東道主（ 英国）               | 不適用                         | 1個  |                                                                            | 英国                 |
| 2010年WOVD坐式排球世界錦標賽  | 排名前3名                      | 3個  | 未使用名額將會依名次遞補                                                   | 中国 · 美国 · 乌克兰 |
| 2010/2011年坐式排球地區性比賽 | 2010年亞殘運會坐式排球比賽冠軍 | 1個  | 未使用名額將會依名次遞補，如該地區沒有舉行比賽則交回殘奧會及WOVD作外卡名額 | 日本                 |
| 2010/2011年坐式排球地區性比賽 | 2011年坐式排球歐洲錦標賽冠軍   | 1個  | 未使用名額將會依名次遞補，如該地區沒有舉行比賽則交回殘奧會及WOVD作外卡名額 | 荷兰                 |
| 2010/2011年坐式排球地區性比賽 | WOVD泛美地區坐式排球比賽冠軍   | 1個  | 未使用名額將會依名次遞補，如該地區沒有舉行比賽則交回殘奧會及WOVD作外卡名額 | 巴西                 |
| 2010/2011年坐式排球地區性比賽 | 非洲地區坐式排球比賽冠軍       | 0個  | 從缺，由世界錦標賽第五名遞補（第四名為荷蘭）                               |                      |
| 遞補                          | 不適用                         | 1個  |                                                                            | 斯洛文尼亚           |

#### 備注
1. ↑  冠軍為伊朗，由第二名中國遞補
2. ↑  冠軍為波黑，由第二名俄羅斯遞補
3. ↑  前三名為伊朗、埃及、俄羅斯，由第四名德國遞補
4. ↑  冠軍為中國，由第二名日本遞補
5. ↑  冠軍為烏克蘭，由第二名荷蘭遞補
6. ↑  冠軍為美國，由第二名巴西遞補

## 時間表
| ● | 比賽 | ● | 決賽 |

| 8月 / 9月 | 29日 週三 | 30日 週四 | 31日 週五 | 1日 週六 | 2日 週日 | 3日 週一 | 4日 週二 | 5日 週三 | 6日 週四 | 7日 週五 | 8日 週六 | 9日 週日 |
| --------- | --------- | --------- | --------- | -------- | -------- | -------- | -------- | -------- | -------- | -------- | -------- | -------- |
| 男子      |           | ●         | ●         | ●        | ●        | ●        | ●        | ●        | ●        | ●        | ●        |          |
| 女子      |           |           | ●         | ●        | ●        | ●        | ●        | ●        | ●        | ●        |          |          |

## 比賽規則
- 每隊坐式排球隊伍由11名球員組成，而比賽時將會有6名球員在場上及5名替補球員。此外，場內最多只能夠有1名球員為MD級，其他必須為D級。
- 坐式排球的規則與奧運會的排球比賽十分相似，但在比賽期間，肩膀至臀部之間最少要有一部份必須與球場保持接觸。
- 比賽由分組賽開始，每組前4名會進入淘汰賽（女子為前2名）。每場賽事都是五局三勝制，其中前4局為25分，第5局為15分。
- 詳細的規則可參考WOVD的最新規則[12]。

## 各項成績
| 項目         | 金牌 | 银牌 | 铜牌 |
| 男子（詳細） | 波斯尼亚和黑塞哥维那（BIH） · 沙巴許汀·達拉尼 （隊長） · 伊斯梅特·高迪尼亞克 · 阿德南·文高 · 阿德南·基斯馬 · 阿西·馬迪 · 美亞澤特·杜蘭 · 尼扎姆·簡沙 · 擻門·咸美斯 · 賓歷·卡迪 · 薩費特·阿利巴式 · 爾敏·祖沙維歷 | 伊朗（IRI） · 賈利勒·艾梅尼 （隊長） · 馬吉德·拉斯加撤馬利 · 莉薩·佩迪殊 · 戴活·亞里保利能 · 艾哈邁德·艾利 · 納塞爾·哈桑普爾·亞里納撒利 · 薩德克·碧達利 · 賽義德西爾·埃布拉希米巴拉迪西 · 伊沙·麥茲拉西 · 拉米珊·薩利希·哈積高魯利 · 穆罕默德·卡拉利奇 | 德国（GER） · 於爾根·史戈 （隊長） · 亞歷山大·舒伯特 · 湯馬斯·倫格爾 · 斯特凡·漢尼姆 · 塞巴斯蒂安·歷高斯基 · 海科·維森塔爾 · 彼得·舒洛夫 · 克里斯托夫·赫容 · 巴羅斯·沙利 · 托本·舒尼                   |
| 女子（詳細） | 中国（CHN） · 呂紅琴 （隊長） · 張麗君 · 李麗平 · 章旭飛 · 唐雪梅 · 王亞男 · 盛玉紅 · 談燕華 · 鄭雄鷹 · 蘇立梅 · 楊艷玲                                                                                          | 美国（USA） · 肯德拉·蘭卡斯特 （隊長） · 勞拉·韋伯斯特 · 布倫達·美蒙 · 米歇爾·積洛斯基 · 凱瑟琳·霍洛威 · 海瑟·埃里克森 · 莫尼克·波特蘭 · 卡里·米拿 · 阿利森·艾爾迪希 · 妮可·米莉 · 卡萊奧·卡納赫雷                                                     | 乌克兰（UKR） · 安潔莉卡·卓堅娜 （隊長） · 瑪格瑞塔·派華洛淇 · 拉里莎·冼卓 · 嘉莉·庫茲涅佐娃 · 奧萊娜·文娜高娃 · 伊洛娜·尤蒂娜 · 拉里莎·科洛奇科娃 · 奧爾加·撒汀奴 · 拉里莎·波諾馬連科 · 瓦倫蒂娜·碧淇 |

## 國家獎牌榜
| 排名 | 国家／地区 | 金牌 | 银牌 | 铜牌 | 總數 |
| ---- | ---------- | ---- | ---- | ---- | ---- |
| 1    |            |      |      |      |      |
| 2    |            |      |      |      |      |
| 3    |            |      |      |      |      |
| 總數 |            |      |      |      |      |